# Lav Filip I. Drašković
Lav Filip I. Drašković je sin Franje Adama. Imao je sina Adama. O njemu se ništa ne zna.
Također je imao sina Norberta.